# Dunstanoides hova
Dunstanoides hova là một loài nhện trong họ Amphinectidae. Loài này phân bố ở New Zealand.